# Свято-Іллінський храм (Іршава)
Свя́то-Іллі́нський храм — православний храм, розташований у центральній частині міста Іршава, біля центрального парку, він є третім за місткістю після Ужгородського Кафедрального собору та Мукачівської церкви. Будівництво розпочато 1992 року — і триває до тепер.